# Acrida lineata
Acrida lineata är en insektsart som först beskrevs av Carl Peter Thunberg 1815.  Acrida lineata ingår i släktet Acrida och familjen gräshoppor. Inga underarter finns listade i Catalogue of Life.